# Bamhani
Bamhani là một thị xã và là một nagar panchayat của quận Mandla thuộc bang Madhya Pradesh, Ấn Độ.

## Nhân khẩu
Theo điều tra dân số năm 2001 của Ấn Độ, Bamhani có dân số 9619 người. Phái nam chiếm 51% tổng số dân và phái nữ chiếm 49%. Bamhani có tỷ lệ 71% biết đọc biết viết, cao hơn tỷ lệ trung bình toàn quốc là 59,5%: tỷ lệ cho phái nam là 79%, và tỷ lệ cho phái nữ là 64%. Tại Bamhani, 12% dân số nhỏ hơn 6 tuổi.